# Claire Foy
Claire Elizabeth Foy (* 16. dubna 1984, Stockport) je britská herečka. Známou se stala díky roli královny Alžběty II. v dramatickém seriálu Koruna (2016–2023) společnosti Netflix, za niž získala Zlatý globus a dvě ceny Emmy.
Svůj debut na televizních obrazovkách zaznamenala v prvním díle komediálního seriálu Cena za lidskost (2008). Po svém debutu v Královském národním divadle účinkovala v minisérii stanice Malá Dorritka (2008) stanice BBC One a zaznamenala svůj filmový debut v historickém dramatu Hon na čarodějnice (2011). Po hlavních rolích v seriálech The Promise (2011) a Crossbones (2014) získala uznání za ztvárnění nešťastné královny Anny Boleynové v minisérii Wolf Hall (2015) stanice BBC, za níž získala nominaci na cenu BAFTA.
V roce 2018 účinkovala v psychologickém thrilleru Nepříčetná režiséra Stevena Soderbergha a ztvárnila Janet Shearon, manželku astronauta Neila Armstronga, v životopisném filmu První člověk režiséra Damiena Chazelleho. Za druhou zmíněnou roli získala nominaci na Zlatý globus a cenu BAFTA za nejlepší herečku ve vedlejší roli. V roce 2021 ztvárnila Margaret Campbell v historické minisérii Skandál po britsku společnosti Amazon Prime a v roce 2022 účinkovala v dramatu Women Talking.

## Filmografie
Mezi její nejznámější role patří ztvárnění britské královny Alžběty II. v televizním seriálu Koruna, za něž v roce 2017 získala Zlatý glóbus, Screen Actors Guild Award a bezpočet nominací na filmové a televizní ceny. Množství nominací si také vysloužila za ztvárnění anglické královny Anny Boleynové v televizním seriálu Wolf Hall.
Vystudovala herectví na Liverpool John Moores University a Oxford School of Drama. Na televizních obrazovkách debutovala v roce 2008 v seriálech Cena za lidskost a Doctors. Po debutu v Královském národním divadle se v roce 2011 poprvé objevila též na filmových plátnech ve snímku Hon na čarodějnice. Na televizních obrazovkách se dále objevila mimo jiné v hlavní roli v seriálu Malá Dorritka.

### Film
| Rok  | Název                            | Role                  | Poznámky |
| ---- | -------------------------------- | --------------------- | --- |
| 2011 | Hon na čarodějnice               | Anna                  | |
| 2011 | Příliš mnoho tajemství           | Dawn                  | |
| 2014 | Vampire Academy                  | Sonya Karp            | |
| 2014 | Rosewater                        | Paola Gourley         | |
| 2015 | Dáma v dodávce                   | Lois                  | |
| 2017 | Nádech pro lásku                 | Diana Cavendish       | |
| 2018 | Nepříčetná                       | Sawyer Valentini      | |
| 2018 | První člověk                     | Janet Armstrong       | nominace – Alliance of Women Journalists EDA Awarsd v kategorii nejlepší ženský herecký výkon ve vedlejší roli nominace – Austin Film Critics Association Awards v kategorii nejlepší ženský herecký výkon ve vedlejší roli nominace – Awards Circuit Community Awards v kategorii nejlepší ženský herecký výkon ve vedlejší roli nominace – Critics' Choice Movie Awards v kategorii nejlepší ženský herecký výkon ve vedlejší roli nominace – Dallas-Fort Worth Film Critics Association Awards v kategorii nejlepší ženský herecký výkon ve vedlejší roli nominace – Filmová cena Britské akademie v kategorii nejlepší ženský herecký výkon ve vedlejší roli nominace – Florida Film Critics Circle Awards v kategorii nejlepší ženský herecký výkon ve vedlejší roli nominace – Georgia Film Critics Association Awards v kategorii nejlepší ženský herecký výkon ve vedlejší roli nominace – Houston Film Critics Society Awards v kategorii nejlepší ženský herecký výkon ve vedlejší roli nominace – London Critics Circle Film Awards v kategorii nejlepší ženský herecký výkon ve vedlejší roli a nejlepší britská/irská herečka nominace – North Texas Film Critics Association Awards v kategorii nejlepší ženský herecký výkon ve vedlejší roli nominace – Online Film & Television Association Awards v kategorii nejlepší ženský herecký výkon ve vedlejší roli nominace – Phoenix Critics Circle Awards v kategorii nejlepší ženský herecký výkon ve vedlejší roli nominace – Satellite Awards v kategorii nejlepší ženský herecký výkon ve vedlejší roli nominace – Seattle FIlm Critics Awards v kategorii nejlepší ženský herecký výkon ve vedlejší roli nominace – Vancouver Film Critics Circle Awards v kategorii nejlepší ženský herecký výkon ve vedlejší roli nominace – Zlatý glóbus v kategorii nejlepší ženský herecký výkon ve vedlejší roli (film) |
| 2018 | Dívka v pavoučí síti             | Lisbeth Salander      | |
| 2020 | Elektrizující život Louise Waina | Emily Richardson-Wain | |
| 2021 | Můj syn                          | Joan Richmond         | |

### Televize
| Rok                   | Název                                                 | Role                    | Poznámky                                             |
| --------------------- | ----------------------------------------------------- | ----------------------- | ---------------------------------------------------- |
| 2008                  | Cena za lidskost                                      | Julia Beckett           | díl: „Pilot“                                         |
| 2008                  | Doctors                                               | Chloe Webster           | díl: „The Party's Over“                              |
| 2008                  | Malá Dorritka                                         | Amy Dorrit              | 14 dílů                                              |
| 2009                  | 10 Minute Tales                                       | Woman                   | díl: „Through the Window“                            |
| 2010                  | Zaslaná pošta                                         | Adora Belle Dearheart   | 2 díly                                               |
| 2010                  | Pulse                                                 | Hannah Carter           | TV film                                              |
| 2010–2012             | Vyšší a nižší společnost                              | Lady Persephone Towyn   | 9 dílů                                               |
| 2011                  | The Promise                                           | Erin Matthews           | 4 díly                                               |
| 2011                  | Night Watch                                           | Helen Giniver           | TV film                                              |
| 2012                  | Hacks                                                 | Kate Loy                | TV film                                              |
| 2012                  | White Heat                                            | Charlotte Pew           | 6 dílů                                               |
| 2014                  | Crossbones                                            | Kate Balfour            | 9 dílů                                               |
| 2014                  | The Great War: The People's Story                     | Helen Bentwich          | 2 díly                                               |
| 2014                  | Frankenstein and the Vampyre: A Dark and Stormy Night | vypravěč                | TV film                                              |
| 2015                  | Wolf Hall                                             | Anne Boleynová          | hlavní role                                          |
| 2016–2017, 2020, 2022 | Koruna                                                | Alžběta II.             | hlavní role (1.–2. řada) hostující role (4.–5. řada) |
| 2018                  | Saturday Night Live                                   | sama sebe / moderátorka | díl: „Claire Foy/Anderson Paak“                      |
| 2021                  | Skandál po britsku                                    | Margaret Campbell       | hlavní role; minisérii                               |

### Divadlo
| Rok  | Název   | Role         | Poznámky          |
| ---- | ------- | ------------ | ----------------- |
| 2013 | MacBeth | Lady Macbeth | Trafalgar Studios |
| 2019 | Lungs   | W            | The Old Vic       |